# Christian Ludwig Gerling
Christian Ludwig Gerling (Hamburgo, 10 de julho de 1788 — Marburg, 15 de janeiro de 1864) foi um matemático alemão.
Foi discípulo de Carl Friedrich Gauss, doutorado em 1812 com a tese Methodi proiectionis orthographicae usum ad calculos parallacticos facilitandos explicavit simulque eclipsin solarem die, na Universidade de Göttingen.